# Licus Vallis

Licus Vallis é um antigo vale fluvial no quadrângulo de Mare Tyrrhenum em Marte, localizado a 2.9° latitude sul e 233.9° longitude oeste.  Sua extensão é de 219.1 km e recebeu este nome em referência ao nome antigo do moderno Rio Lech, na Áustria.

Licus Vallis